# Hidatsa

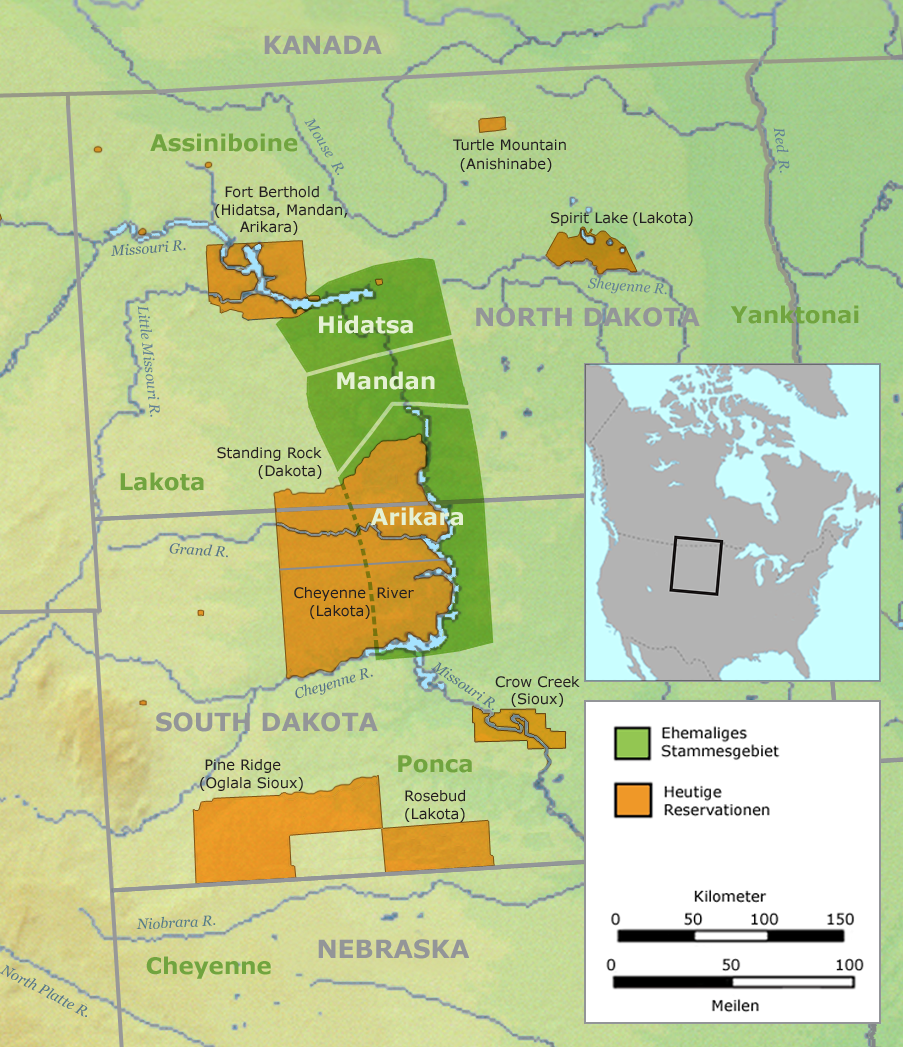
Ehemaliges Stammesgebiet der Hidatsa und heutige Reservation in North Dakota

Die Hidatsa, auch Minitari oder Gros Ventres of the Missouri genannt, sind ein nordamerikanisches Indianervolk aus der Sioux-Sprachfamilie. Es lebte am oberen Missouri River zwischen Heart River und Little Missouri River in halbpermanenten Dörfern.

## Kultur
Die Hidatsa waren ein sesshaftes Volk, das in runden Hütten mit erdbedeckten Dächern wohnte; sie pflanzten Mais, Bohnen und Kürbis (Squash) und betrieben Töpferei. Außer dem Tabakanbau, der mit den anderen Stämmen gehandelt wurde, machten die Frauen die gesamte Feldarbeit. Die Männer jagten den Bison und anderes Großwild auf dem Grasland und gingen auf den Kriegspfad. Die soziale Organisation der Hidatsa umfasste altersabgestufte Kriegerbünde, deren Mitgliedschaft käuflich erworben wurde; außerdem gab es verschiedene Clans und soziale Gesellschaften. Die Vererbung erfolgte in der mütterlichen Linie. Wie bei anderen Plainsstämmen war der Sonnentanz die wichtigste Zeremonie, die eine Selbstfolterung beinhaltete.

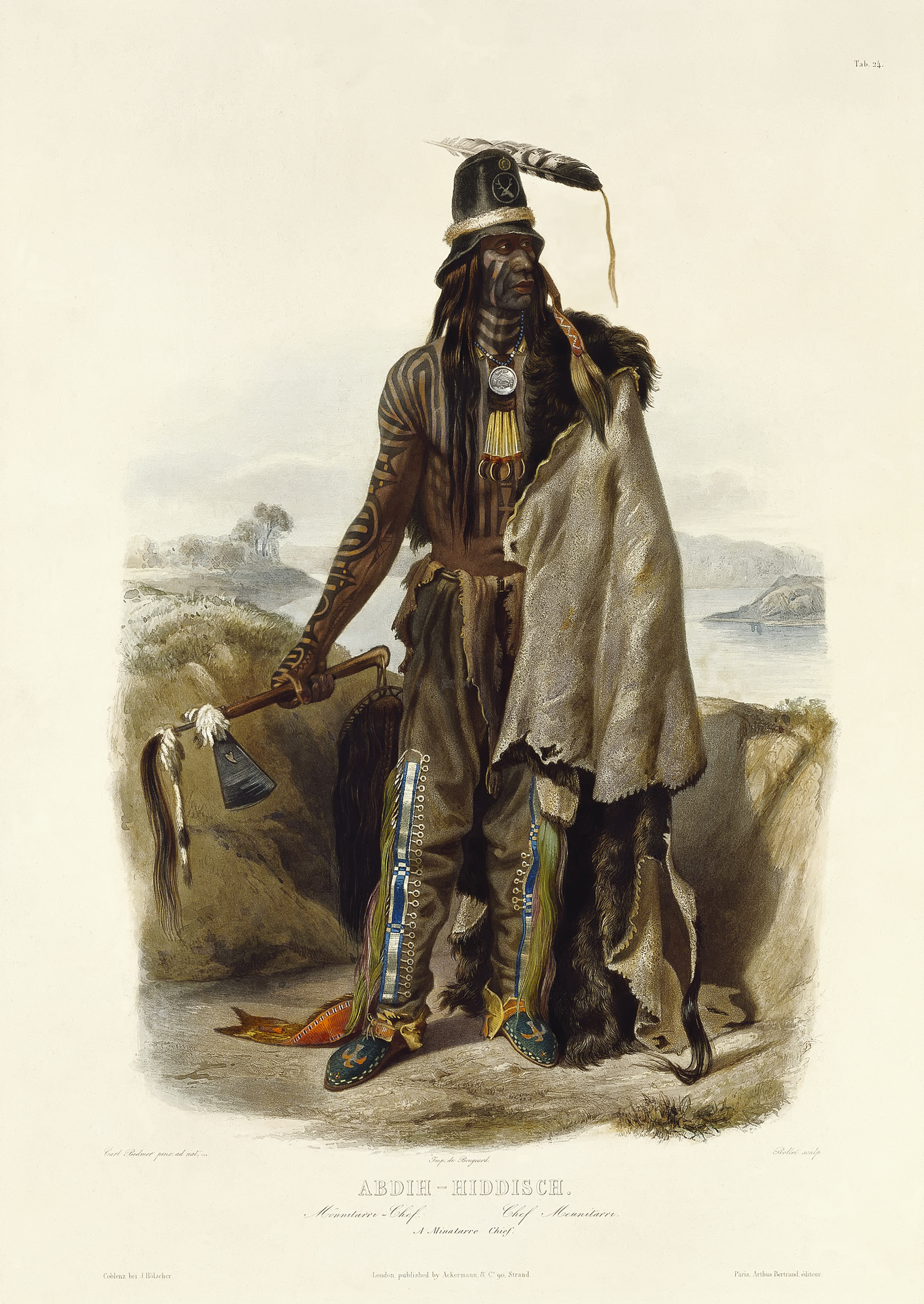
Abdih-Hiddisch, Chef der Minitari-Krieger. Tableau 24 von Karl Bodmer um 1839.

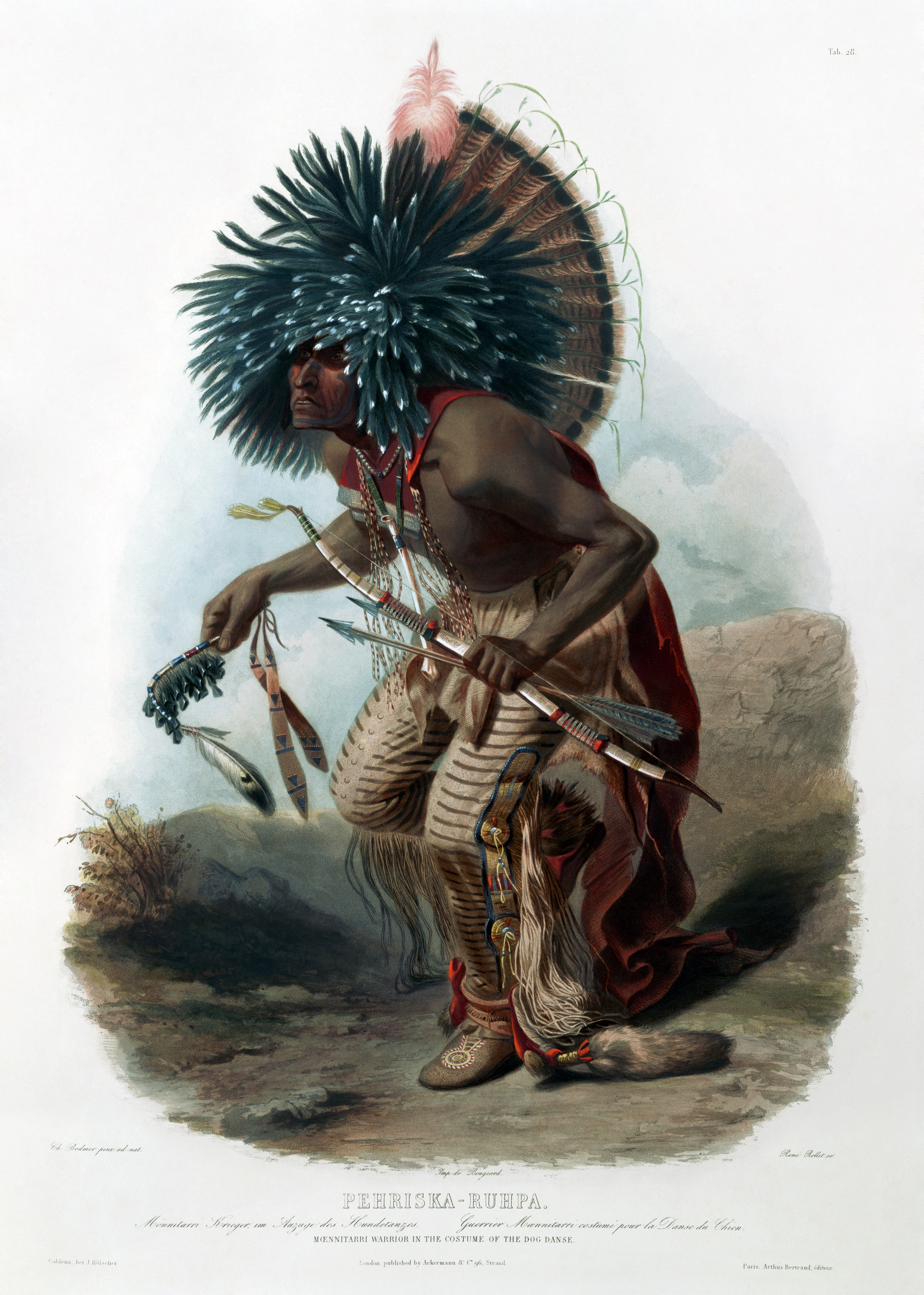
Pehriska-Ruhpa, ein Minitari-Krieger im Kostüm des Hundetanzes. Tableau von Karl Bodmer um 1839.

Die Sprache der Hidatsa ist am engsten mit der Sprache der Absarokee verwandt, mit denen sie vor der historischen Zeit vereinigt waren. Kulturell ähnelten sie den Mandan, ein Ergebnis von mehr als 200 Jahren fortdauernder und friedlicher Gemeinschaft. In den letzten Jahren des 18. Jahrhunderts gab es mehr als 2.000 Hidatsa, die mit den Mandan zusammen eine zentrale Stellung im ausgedehnten Handelsnetz der nördlichen Plains besetzten. Sie erwarben Pferde, Lederbekleidung und Büffelroben von den nomadischen kriegerischen Völkern im Westen und tauschten sie mit europäischen Händlern gegen Gewehre, Messer und andere europäische Erzeugnisse.

## Geschichte
Im Jahre 1837 schwächte eine Pockenepidemie ihre Zahl so entscheidend, dass sie nur noch ein Dorf bevölkerten. Die fortwährenden Schikanen der feindlichen Dakota zwangen sie, das Dorf nach Fort Berthold zu verlegen und sich mit den Mandan 1845 und den Arikara 1862 aus Verteidigungsgründen zu vereinigen. Seit der Einrichtung eines dauernden Indianerbüros 1868 sind die Hidatsa, Mandan und Arikara gemeinsam als die „drei verbundenen Stämme“ (Three Affiliated Tribes) bekannt und leben dort zusammen in der Fort Berthold Reservation in North Dakota. Die Volkszählung aus dem Jahr 2000 ergab 624 Stammesangehörige der Hidatsa. Im Gegensatz zu den Sprachen der Mandan und Arikara, die akut vom Verschwinden bedroht sind, wurde die Hidatsa-Sprache nach einer Zählung aus dem Jahr 2000 noch von 508 Menschen gesprochen.